# Hassan Mubarak
Hassan Mubarak (ur. 13 kwietnia w 1968) – emiracki piłkarz występujący podczas kariery na pozycji obrońcy.

## Kariera klubowa
Podczas piłkarskiej kariery Mubarak występował w Al-Nasr Dubaj.

## Kariera reprezentacyjna
Mubarak występował w reprezentacji ZEA. W 1996 uczestniczył w Pucharze Azji, który był rozgrywany na stadionach w Zjednoczonych Emiratach Arabskich. Reprezentacja ZEA zajęła na tym turnieju drugie miejsce. Na turnieju wystąpił we wszystkich sześciu meczach z Koreą Południową, Kuwejtem, Indonezją, Irakiem, ponownie Kuwejtem i Arabią Saudyjską.
W 1997 roku uczestniczył w eliminacjach do Mistrzostw Świata 1998 oraz w Pucharze Konfederacji. Na tej ostatniej imprezie wystąpił we wszystkich trzech meczach ZEA z Urugwajem, RPA i Czechami.